# جيزولف الثاني من فريولي
جيزولف الثاني كان دوق فريولي منذ حوالي 591 إلى وفاته. كان ابن وخليفة جيزولف الأول. هزمت قواته وقتل خلال اجتياح الآفار لدوقيته.